# FreeFullPDF
FreeFullPDF est un moteur de recherche de publications scientifiques en libre accès. FreeFullPDF est réalisé avec Google Custom Search Engine (CSE), tous les sujets scientifiques sont couverts et tous les articles sont disponibles gratuitement au format PDF. FreeFullPDF réalise une recherche dans le texte intégral des documents PDF et ce moteur de recherche est utilisé dans un certain nombre de revues scientifiques,,,. En 2016, environ 26 000 sources d’articles gratuits (journaux open access, archives ouvertes, bases de données de brevets…) sont référencées dans FreeFullPDF et FreeFullPDF est indexé par plusieurs bibliothèques universitaires et gouvernementales, dont l'université Case Western Reserve, l'INRIA, l'université Paris-Descartes, Memorial Sloan Kettering Cancer Center, l'université de Montpellier, l'université d’Avignon, l'université du Ghana, Silliman University.